# بمب‌گذاری ۱۳۸۱ کابل
بمب‌گذاری ۱۳۸۱ کابل، یک انفجار خودرو انفجاری در کابل بود که در تاریخ ۱۴ سنبله/شهریور ۱۳۸۱ رخ داد و منجر به مرگ ۳۰ تن و زخمی شدن ۱۶۷ تن شد. 